# 经纬汇合工程
经纬汇合計畫（Degree Confluence Project, DCP）是一個自發性、由個人發起並逐漸轉變為全球活動的地理探勘計畫。此計畫的目标是拜访地球上每一个整数纬度和经度交汇处，并且通过万维网发布这些地方的图片。

## 規則
全球整数经纬交汇处（稱為匯合點，Degree Confluence）共计64442个（179×360+2，南極與北極各視為一點），其中21541个点位于陆地（Land）上（包含大陸、島嶼、湖泊或冰河這類地形），38411个点在水域（Water）上（包括大洋），4490个点在冰帽（Ice Cap）上（也就是上方有永凍冰原的水體上）。这项工程将这些点划分为主（Primary）和从（Secondary）两种。只有位于陆地上，或是從陆地上可以望得到的水域或冰帽上之匯合點，才被設定為一个主汇合点。另外，在高纬度地区只有不多的汇合点被指派为主点，这样做是为了避免在极点产生很多距离接近的主汇合点。主汇合点是經緯匯合計畫想要完全拜訪與記錄下來的進度目標，而從匯合點的拜訪與紀錄雖然也被視為是一個有效的拜訪，但卻不包括在計畫的工作進度之內。
经纬汇合的准确位置是使用全球卫星定位系统决定产生的。一次成功的拜访是拜访者必须进入交汇点方圆100米内(使用WGS 84数据)，并且发布一个称述以及至少两张图片到本工程网站上才行。没有遵守上述规定的拜访将在网站上记为一次未完成的拜访。
重新访问先前已经有人拜访过的交汇点被視為是一有效的拜訪紀錄，其理由在於，除了想要知道全世界所有匯合點的實際樣貌外，隨著時間的轉變，繼續追蹤各匯合點的地貌變化，也是此計劃當初被發展出來時的用意之一。基於這理由，很多交汇点，特别的北美和欧洲的交匯點，已经被人拜访过多次。
经纬交汇工程实际上可說是一种对地球表面信息的采样。

## 發起人
經緯匯合計畫的發起人是居住在美國麻薩諸塞州北安普敦市（Northampton, MA）的亞力克斯·賈瑞特（Alex Jarrett），他在1996年2月時，因為個人的興趣開始拜訪一些自居鄰近的經緯度交會點，並且在個人網頁上發表成果。一些其他地區的居民拜訪過他的網頁後，群起效尤也開始拜訪起周遭的匯合點，最後發展成一套有規則、计划性的跨國、自發性合作計畫。

## 範例
参看一些交汇点的实例：
- 50°N 6°E （页面存档备份，存于）：这是在卢森堡境内惟一的交汇点，此处建有一个纪念碑。
- 45°N 90°W （页面存档备份，存于）：这个标志标记的是地球西半球的北半球中点，位在美國威斯康辛州馬拉松（Marathon）郡立公園內，當地相關單位原本就有在此處設立地理標示點的紀念碑。
- 40°N 83°W （页面存档备份，存于）：这个点位于俄亥俄州立大学附近一個學生宿舍的厨房裡。
- 29°N 77°E （页面存档备份，存于）：该点位于北印度哈里亚纳邦（Haryana）的小城索尼巴（Sonipat），在一個法院的两桩建物间。
- 40°N 116°E （页面存档备份，存于）：中国北京惟一的一个交汇点，已经被人拜访过多次，包括一次未完成的拜访。
- 24°N 121°E （页面存档备份，存于）：距離台灣台灣地理中心碑不遠處。